# Ден Бур, Тон
Антони (Тон) ден Бур (нидерл. Antonie "Toon" den Boer; родился 10 мая 1943 года, Амстердам), также известный как Антон ден Бур (нидерл. Anton den Boer) — нидерландский футболист, игравший на позиции полузащитника, выступал за команды «Де Зварте Схапен», «Аякс», «Харлем», «Блау-Вит» и «Де Волевейккерс».

## Клубная карьера
Тон ден Бур начинал футбольную карьеру в амстердамских клубах «Де Сапартан» и «Де Зварте Схапен», а летом 1964 года перешёл в «Аякс». В чемпионате Нидерландов полузащитник впервые сыграл 13 сентября в  четвёртом туре с МВВ, выйдя в стартовом составе. Встреча, проходившая в гостях, завершилась вничью — 2:2.
Через две недели Тон забил гол в матче с НАК, принеся своей команде победу со счётом 1:2. В том сезоне ден Бур принял участие в 7 играх чемпионата, забив один гол. В следующем сезоне он выступал за резерв «Аякс 2».
В июне 1966 года ден Бур подписал контракт с клубом «Харлем», и помимо него, команда усилилась ещё тремя игроками «красно-белых» — ван Хареном, Хубеном и Патернотте. По данным издания «De Telegraaf», его трансфер обошёлся в 12,5 тысяч гульденов.

## Личная жизнь
Отец — Жиль Якобюс ден Бур, был родом из Амстердама, мать — Корнелия Виллемина ван Эвейк, родилась в деревни Зулен. Родители поженились в ноябре 1939 года в Амстердаме. В их семье было ещё трое сыновей: Николас, Геррит Якобюс и Жиль Якобюс.
Женат, супруга Трюди. В 1960-х годах работал электриком в районе Йордан, а позже был владельцев магазина сигар, но бизнес был не очень успешным. Затем более 20 лет проработал в туристическом агентстве Arke.

## Достижения
«Харлем»
- Победитель Второго дивизиона Нидерландов: 1966/67

«Де Волевейккерс»
- Победитель Второго дивизиона Нидерландов: 1970/71